# Statuia lui George Enescu din București

Statuia lui George Enescu din București, situată în parcul din fața Operei Naționale, este realizată în bronz de Ion Jalea și a fost inaugurată în 29 septembrie 1971.
Statuia, așezată pe un soclu de marmură de mică înălțime (cca. 30 cm.), mai degrabă o treaptă, îl înfățișează pe muzicianul George Enescu, stând într-un fotoliu, într-o atitudine meditativă.
Lucrarea este înscrisă în Lista monumentelor istorice 2010 - Municipiul București - la nr. crt. 2313, cod LMI B-III-m-B-19998.
Monumentul este situat în inima Bucureștilor, pe peluza din fața Operei Naționale, de pe Bulevardul Mihail Kogălniceanu nr. 50 din sectorul 5.